# Eugène Kurth
Jeanpierre (Eugène) Kurth (Dondelange, 25 maart 1868 – Luxemburg, 9 juni 1960) was een Luxemburgs kunstschilder en docent.

## Leven en werk
Eugène Kurth was een zoon van veearts Jean Kurth en Katharina Stoltz. Hij studeerde aan de kunstacademie van München. In 1894 richtte hij met Ed. Hastert en Jean Jerolim de École professionnelle luxembourgeoise of Luxemburger Gewerbeschule op, een vakschool voor het opleiden van metselaars, timmerlieden, machinebouwers en schilders-decorateurs, waaraan hij ook les gaf. In 1898 werd hij aangesteld als leraar aan de nog jonge École d'artisans de l'État, de ambachtsschool in Luxemburg-Stad. Tot zijn leerlingen behoorden Joseph Kutter, Jean Noerdinger, Jean Schaack en Auguste Trémont. In 1930 ging hij met pensioen.
De kunstenaar schilderde vooral bloemen. Hij behoorde in 1893 met onder anderen Pierre Blanc, Michel Engels, Franz Heldenstein, Jean-Pierre Huberty, Batty Weber en Jean-Baptiste Wercollier tot de stichtende leden van de kunstenaarsvereniging Cercle Artistique de Luxembourg (CAL), waarvan hij enige tijd bestuurslid was (1902-1910). In 1894 debuteerde hij op de Exposition du Travail in Luxemburg. Hij nam vanaf 1896 geregeld deel aan de jaarlijkse Salon du CAL en ontving in 1925 de Prix Grand-Duc Adolphe. Zijn werk is opgenomen in de collectie van het Musée national d'archéologie, d'histoire et d'art.
Kurth trouwde in 1904 met Cornélie Herriges. Naast het kunstenaarschap hield hij zich bezig met sport, in 1913 behaalde hij zijn eerste prijs in het flobertschieten. In dat jaar trad hij toe tot het bestuur van de Cercle Grand-Ducal d'Escrime et de Gymnastique de Luxembourg en in 1914 werd hij verkozen tot lid van het organisatiecomité van een internationaal concours voor gymnastiek, schieten en atletiek. Hij maakte ook de affiche voor dit evenement.
Eugène Kurth overleed op 92-jarige leeftijd, hij werd begraven op de Cimetière Notre-Dame.
- Musée national d'archéologie, d'histoire et d'art: lkl005435